# Txerubina de Gabriak
Ielizaveta Ivànovna Dmítrieva, rus: Елизаве́та Ива́новна Дми́триева AFI /jɪlʲɪzɐˈvʲetə ɪˈvanəvnə ˈdmʲitrʲɪjɪvə/ ( ? i  escolteu-ne la pronunciació en rus), de casada Vassílieva, rus: Васи́льева (12 d'abril [C.J. 31 de març] de 1887 Sant Petersburg - 5 de desembre de 1928, Taixkent), fou una poeta i dramaturga russa, més coneguda sota el nom de ploma de Txerubina de Gabriak, rus: Черуби́на де Габриа́к AFI /tɕɪˈrubʲɪnə dʲɪ ɡəbrʲɪˈak/ ( ? i  escolteu-ne la pronunciació en rus).

## Biografia
Nasqué en una família aristocràtica pobra. El seu pare, un mestre de cal·ligrafia, va morir precoçment de tuberculosi. Entre 1890 i 1903 va patir de tuberculosi dels ossos, es va quedar coixa i amb prou feines podia caminar.
Va estudiar literatura antiga francesa i espanyola a la Universitat Estatal de Sant Petersburg, i després breument va estudiar a La Sorbona, on va conèixer Nikolai Gumiliov.

### Primeres publicacions
Al seu retorn a Sant Petersburg va ensenyar literatura russa al gimnàs femení Petrovskoi, publicà en revistes teosòfiques traduccions de poesia espanyola (santa Teresa et alteri), i assistí a les reunions que el poeta Viatxeslav Ivànov celebrava cada dimecres a casa seva, on establí una estreta amistat amb Maksimilian Voloixin.

### Txerubina de Gabriak
L'estiu del 1909 Dmítrieva el va passar a Koktebel, poble natal de Voloixin, on va néixer la idea d'una invenció literària conjunta on s'encunyés un pseudònim sonor i una màscara literària de misteriosa bellesa catòlica. Des del 1909 els versos de Txerubina de Gabriak es publicaren a la revista Apol·lo. El seu èxit fou vertiginós i inqüestionable, i la seva obra fou molt apreciada per Innokenti Ànnenski i Viatxeslav Ivànov. No fou fins a finals del 1909 que se sabé la verdadera identitat de Txerubina, quan Mikhaïl Kuzmín va esbrinar el número de telèfon de Dmitrieva. Llavors, a finals del 1910, en Apol·lo va aparèixer una altra col·lecció de poemes de Txerubina, amb el poema final Встреча ('Reunió'), signat amb el nom real de la poeta. Aquest desemmascarament li va causar una dura crisi creativa: després de la ruptura amb Gumiliov i Voloixin i l'escandalós duel entre els dos poetes, Dmítrieva mantingué un llarg silenci.
El nom Txerubina el va prendre del relat A Secret Of Telegraph Hill de Bret Harte. El cognom Gabriak derivava de Gabriakh, el nom d'una joguina, un dimoniet de fusta que li va ensenyar Voloixin a Ielizaveta Dmítrieva. Voloixin van trobar el nom de Gabriakh al llibre Demonomanie des Sorciers de Jean Bodin, que pertanyia a un dimoniet que protegia la gent dels esperits malignes.

### Antroposofia
El 1911, es va casar amb l'enginyer Vsévolod Nikolàievitx Vassíliev i va adoptar el seu cognom. Després del matrimoni, el va deixar al Turquestan, i viatjà molt, incloent Alemanya, Suïssa, Finlàndia, Geòrgia -sobretot per temes de la "Societat antroposòfica". L'antroposofia es converteix en la seva principal ocupació en els anys següents i, pel que sembla, en una nova font d'inspiració. A partir de 1915 torna a la poesia: en els nous poemes desapareix gradualment el seu antic "esmalt d'estil elegant", i se substitueix amb un elevat sentit del ritme, imatges originals, i la sensació d'una misteriosa però innegable base espiritual de noves imatges i entonacions. Molts dels poemes -religiosos, però no catòlics- reflecteixen la recerca de mitjans per posseir l'ànima de poeta, tot buscant al penediment i la neteja.

### Teatre
El 1921 la poeta i el seu marit va ser detinguts i expulsats de Petrograd ("perquè som cavallers", com ella va escriure a un dels seus corresponsals en aquells anys). És a Ekaterinodar que gestiona una unió de poetes joves i es troba amb Samuïl Marxak. Juntament amb ell, va treballar en obres de teatre infantil (la col·lecció d'obres s'ha reimprès quatre vegades).

Dècades més tard, recordaria: 
... El teatre tenia diversos empleats, com ara Dmitri Orlov (més tard Artista del Poble de Rússia, actor de teatre de Meierhold, i després al Teatre d'Art de Moscou), com el compositor soviètic més antic, Vassili Zolotarov, i d'altres. Les obres per al teatre les escrivíem principalment dues persones: jo mateixa i la poeta E. Vassílieva-Dmítrieva. Aquest va ser el començament de la meva poesia per a nens...

### Traduccions
Al juny del 1922 tornà a Petrograd, on treballà en la part literària del Teatre Juvenil de Petrograd, traduí del castellà i del francès antic (el seu principal treball de traducció, realitzat el 1923 i publicat pòstumament el 1934 per Aleksandr Smirnov és l'antiga novel·la francesa en vers La Demoiselle à la mule de Païen de Maisières) i va escriure un conte per a nens sobre Maclai titulat L'home de la lluna. Posteriorment va deixar la feina al teatre, acabà els cursos de biblioteca i treballà com a bibliotecària de l'Acadèmia de les Ciències.

### Exili a Taixkent
El 1926, comença la repressió de antropòsofs russos, i un any més tard la casa de Dmitrieva pateix un escorcoll, durant el qual li lleven tots els llibres i arxius, i la poeta és deportada a Taixkent durant tres anys. En l'exili segueix escrivint poesia, temes constants de la qual són les experiències místiques, la solitud, l'amor, la desesperança, l'anhel de la seva natal Sant Petersburg. El 1927, per suggeriment d'un amic proper en els últims anys, el sinòleg i traductor Iulian Sxutski, crea una altra invenció literària -La caseta sota el perer, escrita en nom del "filòsof Li Xiang Zi", exiliat en un país estranger "per creure en la immortalitat de l'esperit humà". El nom de Li Xiang, inventat per Sxutski, significa justament 'la caseta sota el perer', on Dmítrieva de fet va viure a Taixkent.
Va morir de càncer de fetge a l'hospital de Taixkent, abans d'arribar al final del seu període d'exili. Fou sebollida al cementiri Botkin a Taixkent. En l'actualitat, la ubicació exacta de la tomba de Ielizabeta Dmítrieva és desconeguda.